# Pioneer (Ohio)
Pioneer – wieś w Stanach Zjednoczonych, w stanie Ohio, w hrabstwie Williams.